# John Palmén
John Oscar Palmén, född 29 augusti 1884 i Helsingfors, död 25 mars 1952, var en finländsk kemist. Han var son till Evert Palmén.
Palmén blev filosofie doktor 1915, var verkställande direktör för Centrallaboratorium Ab 1916–1919 och professor i organisk kemi vid Tekniska högskolan i Helsingfors från 1941.